# Wszebor
Wszebor, Wszabor, Wświebor, Świebor, Śwsiebor, Siebor, Siabor, Szabor, Szebor, Wszeborz, Świeborz, Śwsieborz – staropolskie imię męskie, złożone z członu Wsze- ("wszystek, każdy, zawsze") w różnych wersjach nagłosowych, oraz członu -bor ("walczyć, zmagać się"). Mogło oznaczać "ten, który zawsze podejmuje walkę". Pisownia z końcowym -rz prawdopodobnie jest zapisem imienia zdrobniałego, uformowanego przy użyciu przyrostka -jь, pod wpływem którego wygłosowe -r przeszło w -rz. 
Wszebor imieniny obchodzi 27 lipca.
Żeńskie odpowiedniki: Wszebora, Świebora, Siabora, Szabora, Szebora.